# Гринлиф (Висконсин)
Гринлиф (енгл. Greenleaf) насељено је место без административног статуса у америчкој савезној држави Висконсин.

## Демографија
По попису из 2010. године број становника је 607.
| Група             | 2000.    | 2010.       |
| Белци             | 0 (0,0%) | 523 (86,2%) |
| Афроамериканци    | 0 (0,0%) | 3 (0,5%)    |
| Азијати           | 0 (0,0%) | 2 (0,3%)    |
| Хиспаноамериканци | 0 (0,0%) | 69 (11,4%)  |
| Укупно            | 0        | 607         |